# إعادة (رياضة)
الإعادة (تسمى أيضًا إعادة الإرسال) هي تكرار للمباراة في العديد من الألعاب الرياضية.

## كرة القدم
في كرة القدم، غالبًا ما كانت عمليات الإعادة تستخدم لتحديد الفائز في دورة خروج المغلوب عندما تنتهي مباراة الذهاب بالتعادل، خاصة في النهائيات. في عام 1970، سمح الاتحاد الدولي لكرة القدم (الهيئة الحاكمة في جميع أنحاء العالم للرياضة) ومجلس الاتحاد الدولي لكرة القدم (لجنة القواعد الدولية للرياضة) بإجراء ركلات الترجيح إذا انتهت المباراة بالتعادل بعد وقت إضافي. ظهرت ركلات الترجيح بعد ذلك مباشرة.
كانت النسخة الأولى من ركلات الترجيح التي حلت محل تكرار (بدلاً من الكثير) في نهائي بطولة أمم أوروبا 1976. حدث أول استخدامها في نصف نهائي كأس العالم 1982. يتم استخدام عمليات إعادة الإرسال الآن فقط في الجولات المبكرة من بطولة كأس الاتحاد الإنجليزي، وكذلك جولات الدور نصف النهائي في كأس اسكتلندا. تتم عمليات الإعادة أيضًا في بعض الأحيان إذا قام فريق ما بإرسال لاعب غير مؤهل في المباراة الأصلية، أو إذا أصيب لاعب.

## الملاكمة
في الملاكمة، يشار إليها باسم "rematch" وليس «إعادة» بعض اللحظات التاريخية الهامة في هذه الرياضة. الامثله تشمل:
- جو لويس وماكس شميلينغ
- جاك ديمبسي وجين توني
- السكر راي روبنسون وجيك لاموتا
- محمد علي وجو فريزر
- شوجار راي ليونارد وروبرتو دوران
- محمد علي (كاسيوس كلاي) وسوني ليستون
- بوبي شاكون ورافائيل ليمون
- ماركو أنطونيو باريرا وإريك موراليس
- ارتورو جاتي وميكي وارد
- لينوكس لويس وإيفاندر هوليفيلد
- خوان مانويل ماركيز وماني باكوياو